# NGC 6428
NGC 6428 – gwiazda podwójna znajdująca się w gwiazdozbiorze Herkulesa. Zaobserwował ją Guillaume Bigourdan 7 lipca 1885 roku i skatalogował jako obiekt typu „mgławicowego”. Kierując się opisem Bigourdana, za obiekt NGC 6428 powinno się raczej uznawać tylko północny składnik gwiazdy podwójnej, o którym Bigourdan pisze, że jest zamglony, południowy składnik opisuje on jako zwykłą gwiazdę.